# Serbananti
Serbananti is een bestuurslaag in het regentschap Serdang Bedagai van de provincie Noord-Sumatra, Indonesië. Serbananti telt 1497 inwoners (volkstelling 2010).